# The Christmas Candle
The Christmas Candle è un film del 2013 diretto da John Stephenson.
Film drammatico natalizio britannico-americano ambientato nel XIX secolo.

## Trama
In un povero villaggio rurale inglese nel 1890, il giorno di Natale, fa la sua comparsa un misterioso personaggio, forse un angelo, apparso improvvisamente nell'umile bottega di un candelaio.

## Accoglienza

### Critica
Sull'aggregatore Rotten Tomatoes, il film ha ricevuto il 21% di recensioni positive sulla base di 24 recensioni con una valutazione media di  4,2/10.
Il New York Daily News lo ha descritto come un ''film di Dickens-meets-Sunday-school'', e che era'' semplice quanto l'impostazione [era] confusa.
Il New York Post lo ha definito un ''film fatto per la TV del ritorno al passato'' con un'' culmine scadente''.
The Arizona Republic lo ha giudicato decisamente rigido e vuoto.